# Кипчиця гребеняста
Кипчиця гребеняста, рострарія гребінчаста (Rostraria cristata (L.) Tzvelev) – вид рослин родини тонконогові (Poaceae).

## Опис
Стебла 3–46 см, прямостійні або висхідні, голі. Більш-менш волохате листя, у підвішеному стані 2–9 см х 1,5–5 мм. Волоть 0,7–8 см х 4–15 мм. Колоски 3–6 мм, 3–8 квітів. Зернівки від бл. 2×0,3 мм. Квітне з березня по травень.

## Поширення
Африка: Алжир; Єгипет; Лівія; Марокко; Туніс; Ефіопія. Азія: Афганістан, Саудівська Аравія; Кіпр; Єгипет — Синай; Іран; Ірак; Ізраїль; Йорданія; Ліван; Сирія; Туреччина; Таджикистан; Туркменістан; Узбекистан; Індія [пн.-зх.]; Пакистан. Кавказ: Вірменія; Азербайджан; Грузія; Росія — Дагестан. Європа: Україна [вкл. Крим]; Албанія; Болгарія; Хорватія; Греція [вкл. Крит]; Італія [вкл. Сардинія, Сицилія]; Сербія; Словенія; Франція [вкл. Корсика]; Португалія [вкл. Мадейра]; Гібралтар; Іспанія [вкл. Балеарські острови, Канарські острови].

### Галерея

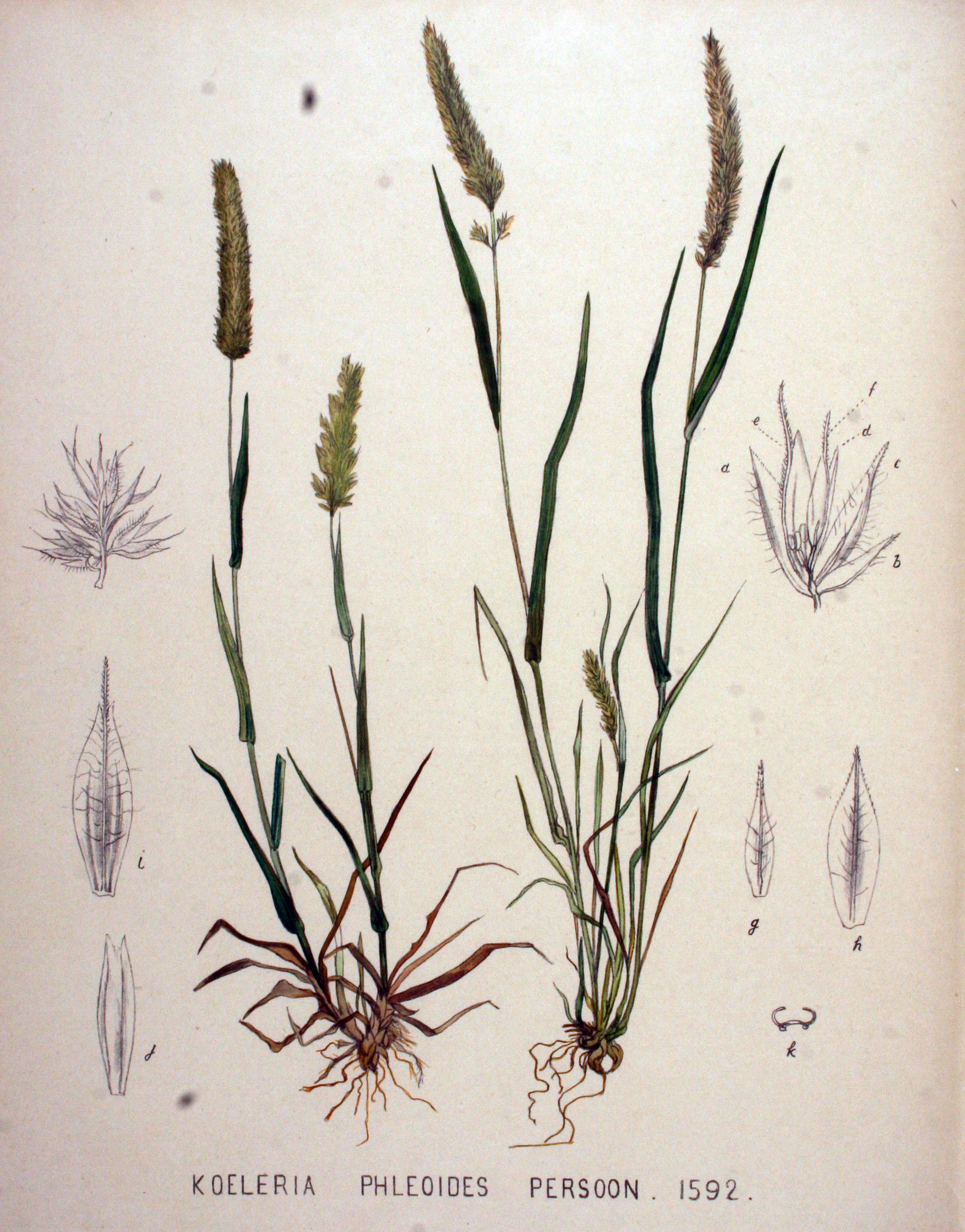
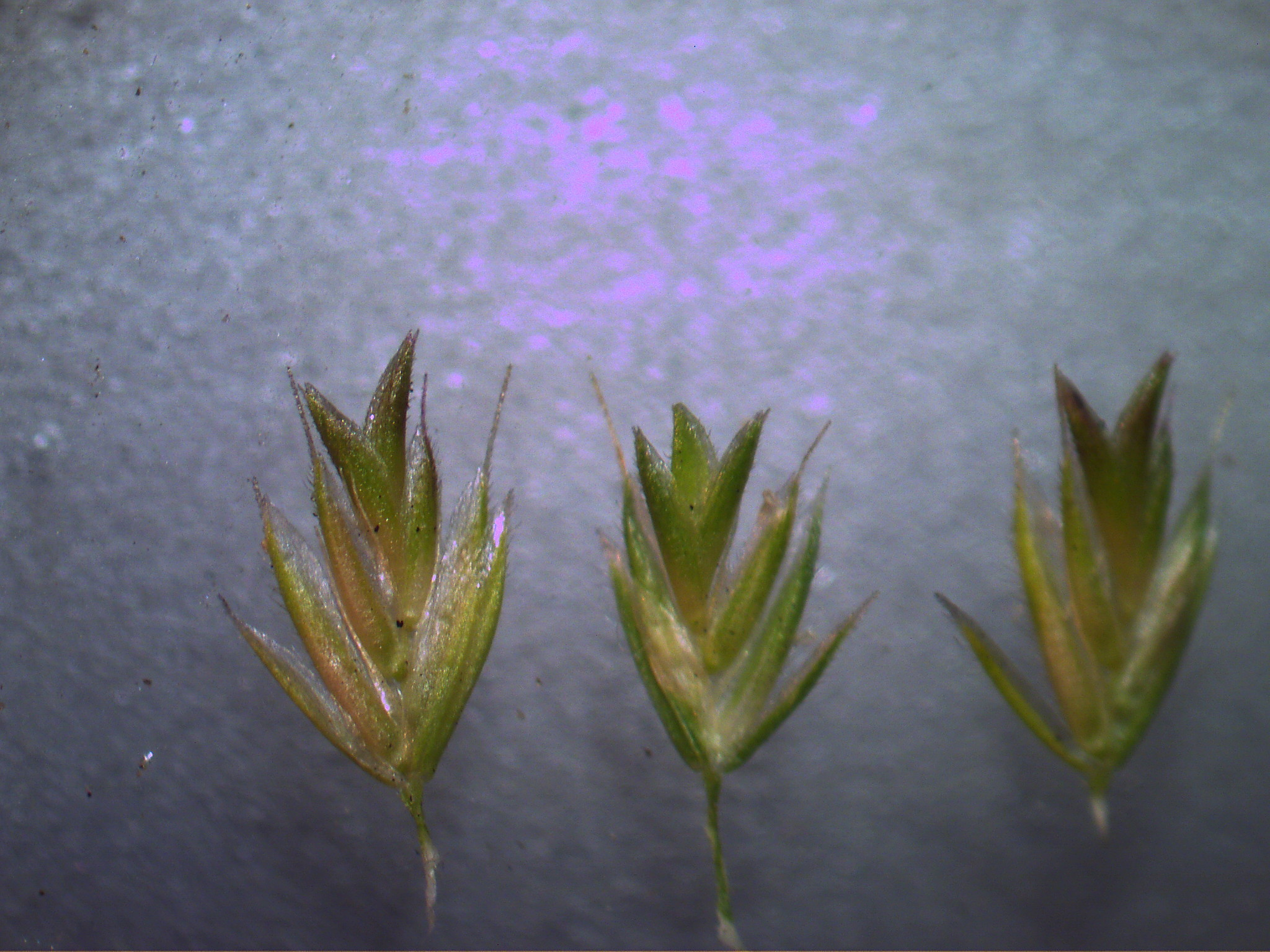